# دانشگاه لیبریا
دانشگاه لیبریا (UL یا LU در نسخه‌های قدیمی تر اختصار) یک مؤسسه آموزش عالی با بودجه عمومی است که در مونروویا، لیبریا واقع شده‌است. این دانشگاه در سال ۱۸۵۱ از دولت ملی لیبریا مجوز گرفت و در سال ۱۸۶۲ به عنوان کالج لیبریا افتتاح شد. دانشگاه لیبریا دارای چهار پردیس است. این دانشگاه تقریباً ۱۸۰۰۰ دانشجو ثبت نام می‌کند و یکی از قدیمی‌ترین موسسات آموزش عالی در غرب آفریقا است. این مؤسسه توسط کمیسیون آموزش عالی لیبریا تأیید شده‌است.
در سال ۱۸۴۷، لیبریا استقلال خود را از انجمن استعمار آمریکا اعلام کرد. در سال ۱۸۵۱، قانونگذار ملی جدید مجوز ایجاد یک کالج ایالتی را صادر کرد. تأمین مالی توسط انجمن استعمار نیویورک و متولیان کمک‌های مالی برای آموزش در لیبریا (هر دو سازمان ایالات متحده) ارائه شد. این دو سازمان تقریباً تمام بودجه مدرسه را در طول قرن نوزدهم تأمین کردند و مسئول استخدام هیئت علمی بودند.